# Søpølser
Søpølser (Holothuroidea) er en klasse inden for rækken pighuder. Klassen indeholder ca. 500 arter. Arterne har en cylindrisk krop og tentakler i forenden. De bliver 10-30 cm, dog nogle op til 1 m. Søpølser findes jorden rundt på havbunden. Mange søpølser anvendes til menneskeføde og de er rige på protein. De høstede produkter kaldes bl.a. trepang, bêche-de-mer eller balate.

## Beskrivelse
Søpølser har en mere eller mindre flad bugside og en mere hvælvet ofte mørkere rygside. Sugefødderne er ofte ordnet i fem radiale langsider eller fordelte over hele kroppen. Hos nogle arter er det kun bugsiden, som har sugeskiver. Hos andre mangler sugefødderne helt.
Ligesom alle pighuder, har de de fleste søpølser et endoskelet lige under huden, kalcificerede strukturer, som normalt er reduceret til mikroskopiske ossicles (eller sclerietes) holdt sammen af væv. I nogle arter kan disse nogle gange være forstørrede eller forfladigede plader, som udgør et panser. For pelagiske arter såsom Pelagothuria natatrix (orden Elasipodida, familie Pelagothuriidae), mangler skelettet og de kalcificerede ringe.
En bemærkelsesværdig egenskab ved disse dyr er "catch"-kollagen som udgør deres kropsvæg. Kropsvæggen kan løsnes og gøres stiv når den vil – og hvis dyret vil klemme sig gennem smalle åbninger, kan den blødgøre sin krop og "hælde" sig gennem åbningen. For at sikre sig selv i disse hulrum og revner, kan søpølsen gøre sig fast igen.
Omkring mundåbningen er en krans af tentakler. Tarmkanalen er længere end hovedaksen og udgør en stor slange. I endetarmen er forbundet en eller to såkaldte vandlunger. Disse forgrenede sække fungerer som åndedrætsorganer. De ånder altså ved at trække vand ind gennem anus og senere presse vandet ud igen. Et række fiskearter og andre smådyr har som vane at søge beskyttelse indeni søpølsen og fungerer som parasitter i den.
Nogle søpølser ligner æbler og kaldes søæbler (fra slægterne Paracucumaria og Pseudocolochirus).

## Levevis
Søpølserne ernærer sig ved først at sluge sand og herefter optage den organiske substans heri. De kan også fange plankton og mindre organismer ved hjælp af tentaklerne omkring mundåbningen.
Søpølser kommunikerer med hinanden via hormonsignaler, som sendes gennem vandet.
Nogle søpølsearter, som lever ved koraller fra ordenen Aspidochirotida, kan forsvare sig selv ved at sende klæbrige cuvierian tubules (forstørrede dele af deres åndedrætstræ som flyder frit i deres kropshulrum (coelom) til at immobilisere mulige rovdyr i. Når disse arter bliver generet, vil de sende noget af dette ud gennem en revne i tyktarmen i en autonom proces, der kaldes evisceration. Nye tubules til erstatning vokser frem igen på 1½ til 5 uger afhængig af arten.

Udsendelsen af disse tubules kan også samtidig frigøre et giftigt stof kendt som holothurin, hvilket har omtrent samme egenskaber som sæbe. Holothurin kan dræbe ethvert dyr i nærheden og er en metode mere på, hvordan de kan forsvare sig.

## Levesteder
Søpølser kan findes i store mængder på dybhavets bund, hvor de ofte udgør den største del af den animale biomasse.
På dybder dybere end 8,8 km udgør søpølser 90% af makrofaunaens totale masse.
Søpølser danner større flokke, som bevæger sig over den bathygrafiske havbund på jagt efter føde. Nogle søpølser er lavet af gelatineagtig væv, som muliggør at søpølsen kan styre sin krops massefylde og dermed sin statiske opdrift, hvilket gør dem i stand til enten at leve på havbunden eller flyde over den til ny steder, ved kun at anvende et minimum af energi,
det gælder for eksempel Enypniastes eximia, Peniagone leander og Paelopatides confundens.
I lavere vand, kan søpølser udgøre tætte populationer. Jordbærsøpølsen (Squamocnus brevidentis) fra New Zealand lever på stenede vægge omkring den sydlige kyst af sydøen, hvor populationen nogle gange kan nå en tæthed på 1.000 dyr per kvadratmeter. Det er grunden til at nogle områder i Fiordland kaldes jordbærmarker.